# 1999 (filme)
1999 é um filme dirigido por Lenin M. Sivam que narra a história de três imigrantes em situação de risco na cidade canadense de Toronto. O filme foi premiado, dentre outros, no Vancouver International Film Festival (VIFF) de 2009.